# Форель (лодка)
«Форе́ль» — малогабаритная лодка класса РИБ. Состоит из трёхкамерного надувного баллона и стеклопластикового корпуса. Может использоваться в качестве вспомогательной шлюпки на крупногабаритных яхтах и судах. Популярна среди рыбаков и охотников. Используется в соревнованиях по водно-моторному спорту «Формула будущего». Изготавливаются две модели: «Форель С-260» и «Форель С-300».

### «Форель С-260»
| Технические характеристики           | Показатели    |
| ------------------------------------ | ------------- |
| Длина наибольшая, м                  | 2,6           |
| Ширина наибольшая, м                 | 1,5           |
| Длина кокпита, м                     | 1,8           |
| Ширина кокпита, м                    | 0,7           |
| Диаметр баллона, м                   | 0,4           |
| Пассажировместимость, чел.           | 2–3           |
| Вес лодки, кг                        | 41            |
| Грузоподъёмность, кг                 | 320           |
| Максимальная мощность мотора, л. с.  | 8             |
| Рекомендуемая мощность мотора, л. с. | 5             |
| Тип днища                            | стеклопластик |
| Количество отсеков                   | 3             |
| Плотность используемого ПВХ, г/м²    | 850           |

### «Форель С-300»
| Технические характеристики           | Показатели    |
| ------------------------------------ | ------------- |
| Длина наибольшая, м                  | 3,0           |
| Ширина наибольшая, м                 | 1,5           |
| Длина кокпита, м                     | 2,2           |
| Ширина кокпита, м                    | 0,7           |
| Диаметр баллона, м                   | 0,4           |
| Пассажировместимость, чел.           | 3             |
| Вес лодки, кг                        | 54            |
| Грузоподъёмность, кг                 | 390           |
| Максимальная мощность мотора, л. с.  | 12            |
| Рекомендуемая мощность мотора, л. с. | 5             |
| Тип днища                            | стеклопластик |
| Количество отсеков                   | 3             |
| Плотность используемого ПВХ, г/м²    | 850           |